# Västeråsskatten

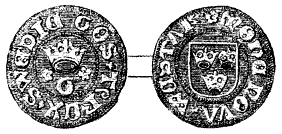
Västeråsörtug, slagen för Gustav Vasa

I samband med markarbeten i kvarteret Johannes invid Stora torget i Västerås påträffades 1972 en större silverskatt. Totalt 16 232 silvermynt hade gömts under tegelgolvet i ett stenhus av medeltida ursprung. De flesta mynten är präglade mellan åren 1470 och 1520, för Sten Sture den äldre, Svante Nilsson (Sture) och Sten Sture den yngre. Det äldsta myntet är en örtug präglad i Stockholm under Erik av Pommern före 1440. De yngsta mynten är två klippingar präglade i Malmö för Kristian II omkring 1520. Omkring en tredjedel av fyndet utgörs av örtugar, cirka 5 600 mynt, medan två tredjedelar är halvörtugar, cirka 10 500 mynt. 
Västeråsskatten är Sveriges tredje största silverskatt, räknat i antalet mynt.
Samtliga örtugar är präglade i Västerås medan halvörtugarna är präglade i Stockholm eller Västerås. Under en stor del av medeltiden var Västerås en av rikets viktigaste myntslagningsorter.
Skatten kan ha gömts, enligt vissa bedömare, i samband med krigshändelserna i Västerås 1521, se Befrielsekriget och Slaget om Västerås. 
Skatten förvaras idag i Ekonomiska museet – Kungliga Myntkabinettet.